# Hexe

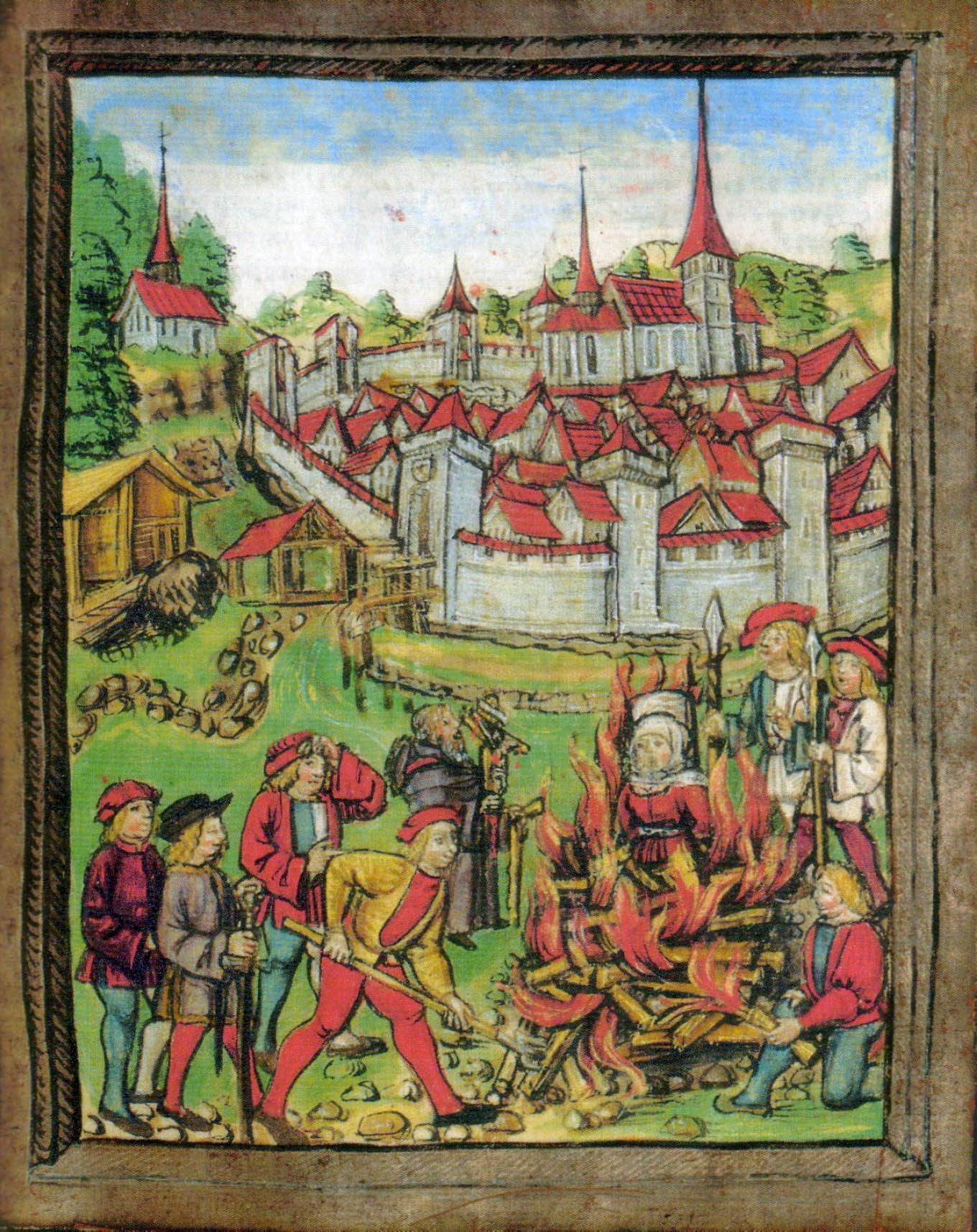
Verbrennung von Anna Vögtlin als Hexe vor dem Unteren Tor von Willisau (Schweiz), 1447

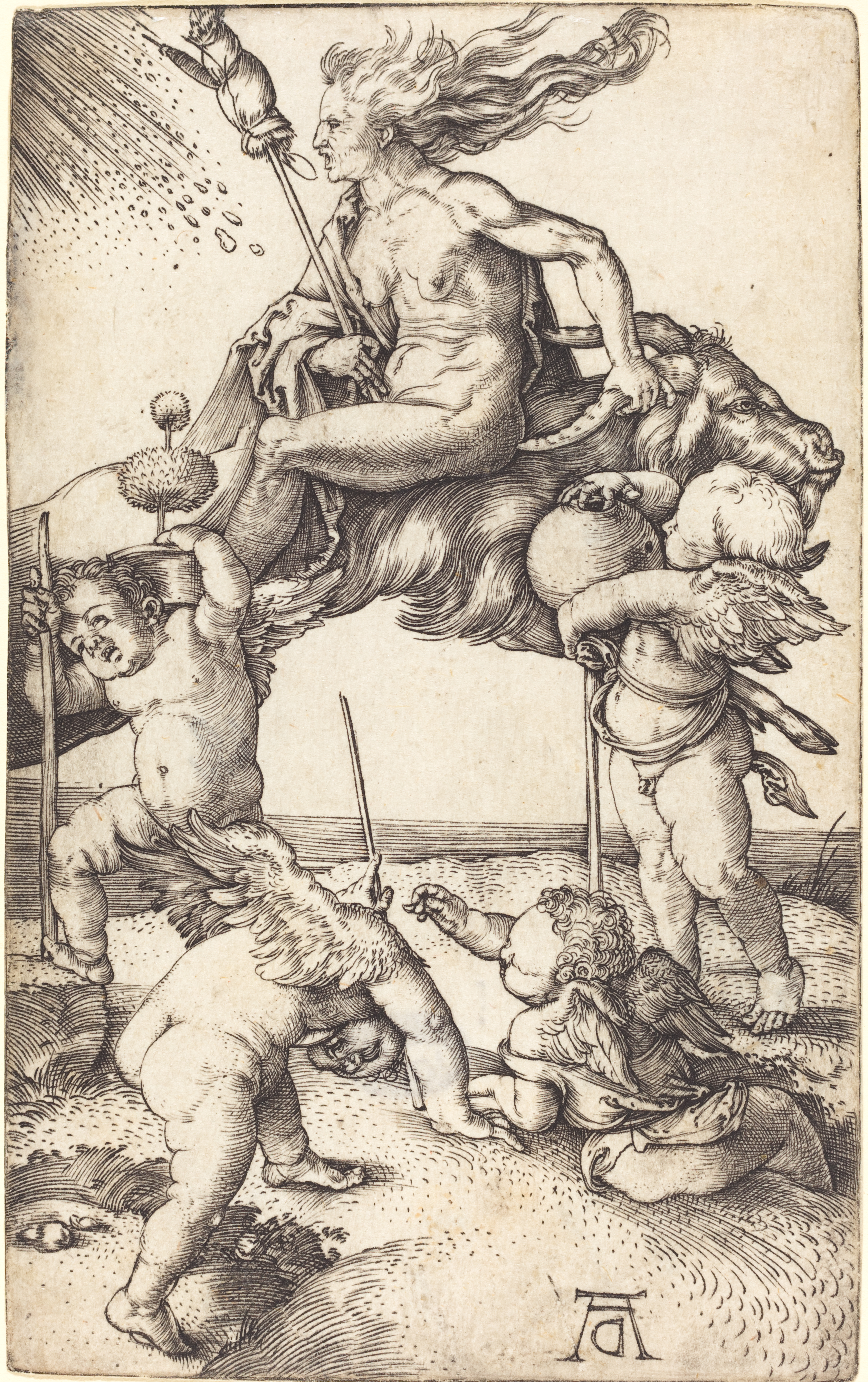
Die Hexe, von Albrecht Dürer, um 1500

Als Hexe wird in Märchen, Mythen und im Volksglauben eine mit Zauberkräften ausgestattete Frau bezeichnet.
In der europäischen Kultur wurde seit dem späten Mittelalter angenommen, Hexen stünden durch einen Teufelspakt oder die Teufelsbuhlschaft mit Dämonen oder dem Teufel in Verbindung. Zur Zeit der Hexenverfolgung wurde der Begriff Hexe bzw. Hexer als Fremdbezeichnung für Frauen und Männer verwendet, die unter dem Vorwurf der Hexerei verfolgt wurden.
Hexe wird heute auch als abwertende Bezeichnung für eine weibliche Person genutzt, die der Sprecher als bösartig oder hässlich herabsetzen möchte.

## Wortherkunft

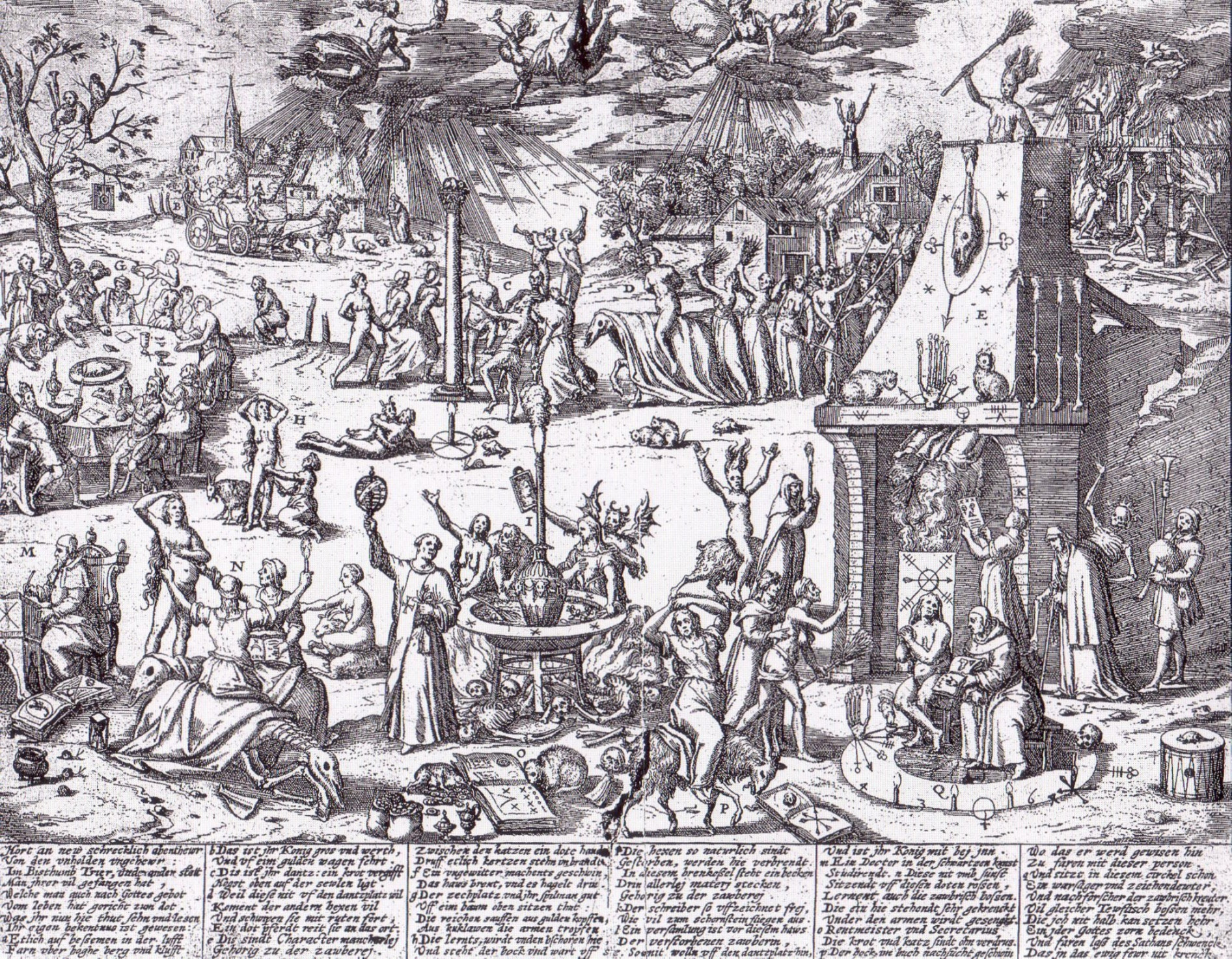
Hexentanzplatz in Trier (Flugblatt, 1594)

Das deutsche Wort Hexe (zu mittelhochdeutsch hecse, hesse, althochdeutsch hagzissa, hagazussa) ist eine verdunkelte Zusammensetzung, deren Verwandte sich nur im westgermanischen Sprachraum finden: mittelniederländisch haghetisse und altenglisch hægtesse (im Neuenglisch zu hag verkürzt). Althochdeutsch hag bedeutet Zaun, Hecke, Gehege. Gisela Bleibtreu-Ehrenberg sieht im althochdeutschen hag nicht Zaun, Hecke, Gehege, sondern die einzelne Zaunlatte, auf der das Hexenwesen reite. 

### Früher Wortgebrauch
1402/03 ist in einem Rechnungsbuch aus Schaffhausen von einem „hegsen brand“, also einer Hexenverbrennung, die Rede. Der Begriff „Hexereye“ wird 1419 in einem Zaubereiprozess gegen einen Mann im schweizerischen Luzern verwendet.  
Der Humanist Johannes Aventinus nennt um 1526 diverse Schreibweisen und Varianten des Wortes Hecsen, Häcs, Häts, Hets, Hätz.

### Andere Bezeichnungen im Deutschen
Eine ältere deutsche Bezeichnung der Hexe ist Unholde oder Unholdin, männliche Form Unhold. Dieser Ausdruck bezeichnet auch Gespenster oder allgemein dämonische Wesen. In Süddeutschland wurden Drude oder Trude und Truderer, Trudner, in Norddeutschland die niederdeutschen Ausdrücke Töversche und Töverer (= „Zauberische“, vgl. niederländisch tovenaar, „Zauberer“), Wickersche und Wicker, Galstersche und Galsterer (mittelhochdeutsch Galster bedeutet „Zauberlied“, vergleiche Nachti-„gall“) oder Böterin und Böter (= Gesund-„Betende“, Heilende) verwendet.
Nach den zugeschriebenen Eigenschaften und Fähigkeiten der Hexen wurden auch die Begriffe Milchstehlerin und Milchstehler, Bockreiterin und Bockreiter, Gabelreiterin und Gabelreiter, Zaunreiterinnen (túnriđur), Weissagerin und Weissager, Zeichendeuterin und Zeichendeuter, Mantelfahrerin und Mantelfahrer, Kristallseherin und Kristallseher oder allgemein Böse Leute (Malefikanten) verwendet.

## Hexenglaube
Hexenglaube ist der Glaube an die reale Existenz von Hexen mit Zauberkräften, wie er im Volksglauben vorkommt und der sich zum Hexenwahn steigern kann.

### Antike
Im 13. Jahrhundert v. Chr. beschuldigte der hethitische Großkönig Muršili II. seine Stiefmutter und amtierende Großkönigin Tawananna, durch Hexerei sowohl seinen Sprachfehler als auch den Tod seiner Ehefrau verursacht zu haben. Im frühen Judentum des Alten Testaments wird Zauberei bekämpft.
Auch in anderen antiken Kulten gab es das Bild der Schadenzauberin und kräuterkundigen Zauberin, zum Beispiel Kirke und Medea in der griechischen Mythologie. Beide sind mächtige Zauberinnen mit Kräuterwissen und verschiedenen magischen Fähigkeiten, die sie einsetzen, um zu helfen oder zu schaden. In der antiken Literatur tauchen „Hexen“ als zauberkräftige Menschenfrauen wie Kirke und Medea auf, die mit Magie und Giften angeblich Menschen und Tiere verzaubern konnten. Ovid erzählte in den Fasti von Striges, anthropomorphen, hexenartigen Frauengestalten, und Horaz schrieb über die Canidia.
Vor allem die antike Göttin Hekate war stark mit dem antiken Hexenglauben verbunden. Ursprünglich wurde sie als eine gütige und wohltätige Göttin angesehen, doch ab dem 5. Jahrhundert vor Christus wurde sie zur Schirmherrin aller magischen Künste. Man glaubte, sie führe die Zauberinnen an und lehre diese ihre Künste. Die Hexenbilder des antiken Griechenlandes erinnern stark an die Hexenbilder, die im ausgehenden Mittelalter und der frühen Neuzeit entstanden (Fähigkeit der Verwandlung, das Verhängen von Zaubern, Hexenflug, Kräuterwissen, Menschenopfer und Leichenmissbrauch).
Im antiken römischen Recht stand die Schadenzauberei (z. B. mittels Fluchtafeln) unter Strafe.

### Mittelalter und Neuzeit

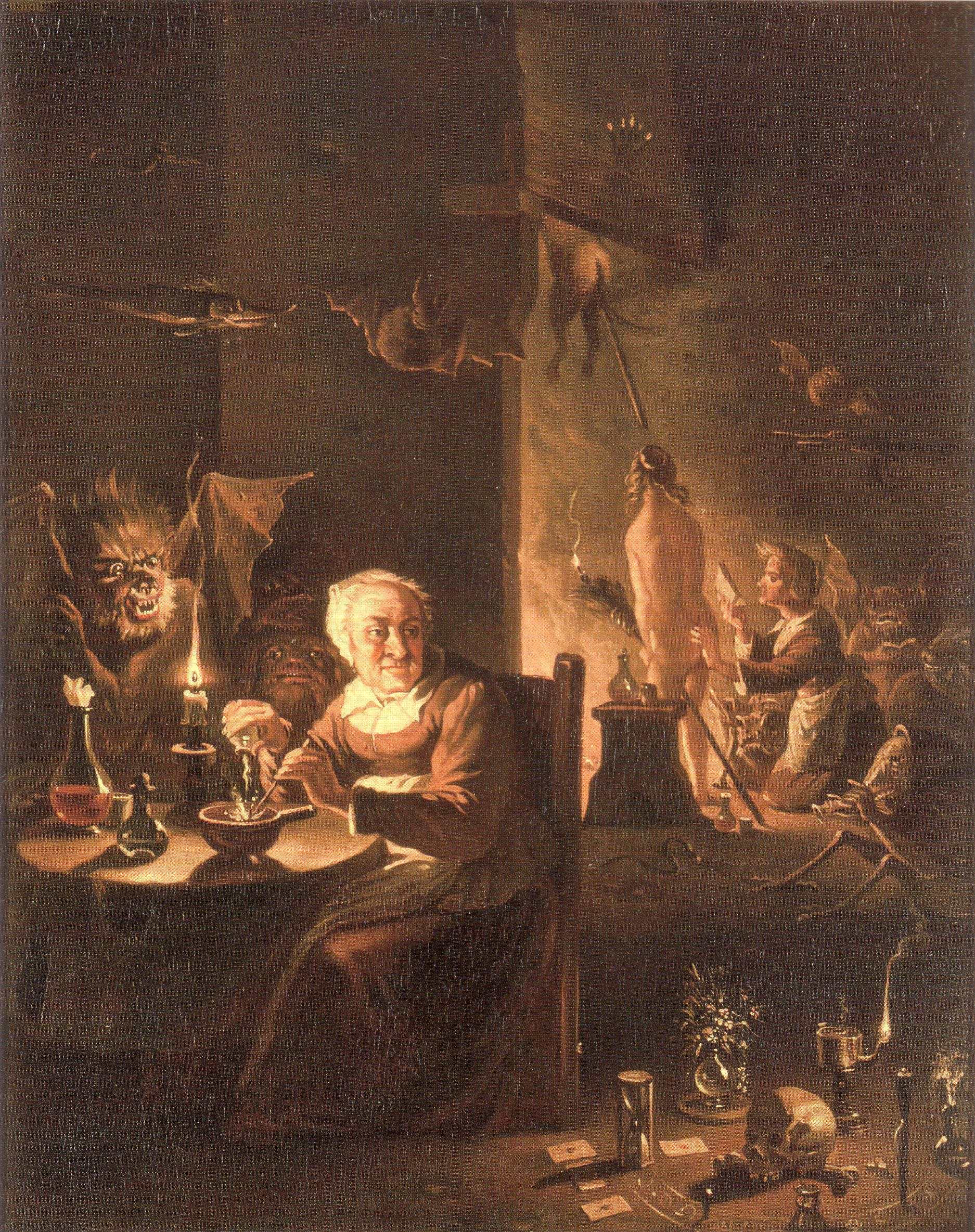
Hexenszene (um 1700)

Von etwa 1300 bis 1550 kam es in Europa zu einem Anwachsen des Hexenglaubens, wobei auch Astrologie, Magie bzw. Zauberglauben und Traumdeutung eine zunehmende Bedeutung erlangten. Der Kirche gelang es im Mittelalter nicht, den Hexenglauben aus dem Volksglauben zu verdrängen. In verschiedenen Gegenden Europas konnten erhaltene Volksbräuche und -kulte erschlossen werden: Carlo Ginzburg wies in „I Benandanti“ (1966) für Friaul das Weiterleben volkstümlicher antiker Traditionen im christlichen Gewand nach. Für Spanien hat Julio Baroja (Die Hexen und ihre Welt, 1967) in den Provinzen Biskaya und Guipúzcoa die Verbindung von Hexenglauben und einer Gebirgsgottheit Mari aufgezeigt. Keith Thomas (Religion and the Decline of Magic: Studies in Popular Beliefs in Sixteenth- and Seventeenth-Century England, 1971) konnte ähnliche Ergebnisse in England finden.

### Hexer
Männliche Hexen wurden in der Hexenlehre als Hexer, Zauberer, Drudner, Trudner, Hexerich oder schlicht als Malefikanten (Übeltäter) bezeichnet. Hexenmeister galten als Lehrermeister der Hexerei. Augustin Loß aus Plaidt 1629 äußert in seinem Geständnis, „die wohlhabenden Hexen und Hexenmeister hätten in einem Palast diniert, er selbst habe nicht an diesem Tisch Platz nehmen dürfen“. Ein Drudner galt als kräuterkundig, aber dennoch als Übeltäter.

### Geschichte des Hexenglaubens in Skandinavien

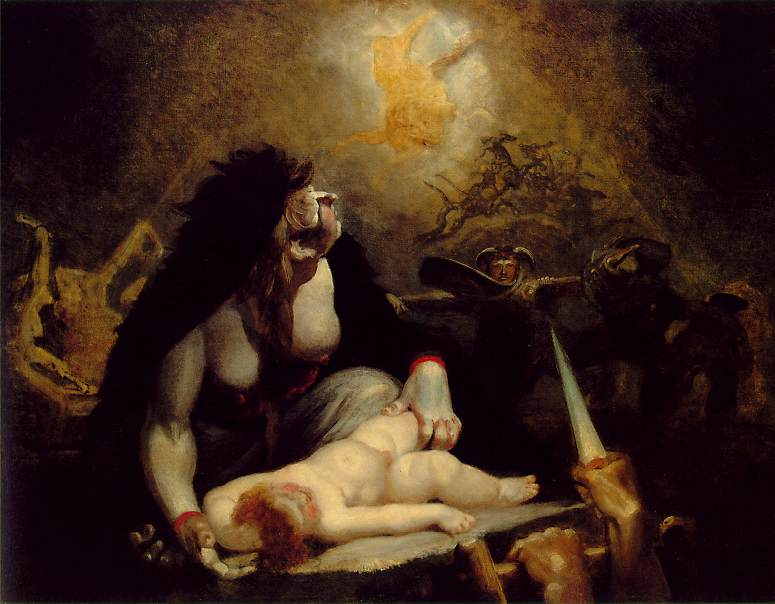
The Night-Hag Visiting Lapland Witches von Johann Heinrich Füssli

Bereits die germanischen Sagas berichten, dass Hexen und Zauberer zu bestrafen sind, da sie mit unerlaubten, magischen Mitteln ihren Willen anderen aufzwingen oder in die Natur eingreifen, um anderen Schaden zuzufügen. Beispielsweise wird von Eiríkr blóðøx berichtet, dass er 80 Zauberer verbrennen ließ. Bei den südgermanischen Völkern stand auf das Zubereiten von Tränken, welche die weibliche Unfruchtbarkeit bewirken, die Todesstrafe. Mindeststrafmaß war für Giftmischen, Wettermachen und Zauberei sieben Jahre – war dies auch verbunden mit dem Dienst oder Pakt mit bösen oder zumindest überirdischen Mächten, so wurden 10 Jahre daraus. Die Samen galten als besonders zauberkundig. Saxo Grammaticus schreibt:

„Sunt autem Finni ultimi Septentrionis populi, vix quidem habitabilem orbis terrarum partem cultura ac mansione complexi. Acer iisdem telorum est usus. Non alia gens promptiore jaculandi peritia fruitur. Gandibus & latis sagittis dimicant, incantationum studiis incumbunt, veationibus callent. Incerta illis habitatio est, vagaque domus, ubicunque, ferma occupaverint locantibus sedes. Pandis trabibus vecti, conferta nivibus juga percurrunt.“

„Die Finnen sind ein Volk im äußersten Norden, die einen kaum bewohnbaren Teil des Erdkreises bewohnen und dort das Land bebauen. Der tüchtige Gebrauch der Speere ist bei ihnen üblich. Kein anderes Volk zieht besseren Nutzen aus der praktischen Kenntnis des Speerschleuderns. Sie kämpfen mit schweren und dicken Pfeilen, sie widmen sich der Zauberei, haben Erfahrung in der Jagd. Ihr Wohnsitz ist nicht fest, und ihr Haus ist unstet, wo auch immer nehmen sie ihren Wohnsitz in der Wildnis. Auf Reisen laufen sie auf gekrümmten Brettern durch zusammenhängende Bergketten voller Schnee.“

Adam von Bremen schreibt im 11. Jahrhundert, dass in Norwegen Wahrsager, Vogeldeuter, Zauberer, Beschwörer und andere Diener des Antichrist leben würden.
Schon in den isländischen Sagas werden Zauberinnen erwähnt. Der Zauber bezog sich in der Regel auf die Herbeiführung schweren Unwetters oder die Herstellung von Kleidung, die kein Schwert durchdringen konnte. Wie die Praktiken vollzogen wurden, wird so gut wie nie geschildert. Eine der ganz seltenen Schilderungen betrifft den Versuch einer zauberkundigen Frau, ihren missratenen Sohn dadurch vor Verfolgung zu schützen, dass sie seine Gegner in Wahnsinn verfallen lassen wollte.

„Og er þeir bræður komu að mælti Högni: ‚Hvað fjanda fer hér að oss er eg veit eigi hvað er?‘ Þorsteinn svarar: ‚Þar fer Ljót kerling og hefir breytilega um búist.‘ Hún hafði rekið fötin fram yfir höfuð sér og fór öfug og rétti höfuðið aftur milli fótanna. Ófagurlegt var hennar augnabragð hversu hún gat þeim tröllslega skotið. Þorsteinn mælti til Jökuls: ‚Dreptu nú Hrolleif, þess hefir þú lengi fús verið.‘ Jökull svarar: ‚Þess er eg nú albúinn.‘ Hjó hann þá af honum höfuðið og bað hann aldrei þrífast. ‚Já, já,‘ sagði Ljót, ‚nú lagði allnær að eg mundi vel geta hefnt Hrolleifs sonar míns og eruð þér Ingimundarsynir giftumenn miklir.‘ Þorsteinn svarar: ‚Hvað er nú helst til marks um það?‘ Hún kvaðst hafa ætlað að snúa þar um landslagi öllu ‚en þér ærðust allir og yrðuð að gjalti eftir á vegum úti með villidýrum og svo mundi og gengið hafa ef þér hefðuð mig eigi fyrr séð en eg yður.‘“

„Und als die Brüder herbeikamen, sprach Högni: ‚Was für ein Teufel kommt dort auf uns zu? Ich weiß nicht, was es ist.‘ Thorstein erwiderte: ‚Da kommt Ljot, das alte Weib, und hat sich sonderbar geputzt.‘ Sie hatte sich die Kleider vorn über den Kopf geworfen und ging rückwärts und streckte den Kopf zwischen den Beinen nach hinten. Gräulich war der Blick ihrer Augen, wie sie ihn wie die Trolle zu schießen wusste. Thorstein rief Jökul zu: ‚Jetzt schlag Hrolleif tot. Du hast lange darauf gebrannt.‘ Jökul antwortete: ‚Dazu bin ich gern bereit‘, und hieb ihm den Kopf ab und wünschte ihn zum Teufel. ‚Ja, ja,‘ sagte Ljot, ‚nun war es nahe daran, dass ich meinen Sohn Hrolleif hätte rächen können. Aber die Ingimundssöhne sind gewaltige Glücksmänner.‘ Thorstein antwortete: ‚Warum meinst du das?‘ Sie sagte, sie habe das ganze Land umstürzen wollen, ‚und ihr wäret toll geworden und verrückt draußen bei den wilden Tieren geblieben. Und so wäre es auch gekommen, wenn ihr mich nicht eher gesehen hättet als ich euch.‘“

### Westlicher Hexenbegriff im 20. Jahrhundert
1949 veröffentlichte Simone de Beauvoir das Werk Das andere Geschlecht. Sitte und Sexus der Frau, in dem sie Hexen als den ältesten und abgegriffensten aller Mythen bezeichnet: Der Mann werde durch „das abgegriffene Vokabular der Feuilletonromane, in denen die Frau als Hexe, als Zauberin beschrieben wird“ angelockt und ausgesaugt. „Die verderbte Hexe stellt die Leidenschaft der Pflicht, den gegenwärtigen Augenblick der Einheit der Zeit entgegen, sie hält den Wanderer der Heimat fern, sie breitet Vergessen über ihn aus“.
Gemäß einer Erhebung des Instituts für Demoskopie in Allensbach glaubten 1975 etwa zwei Prozent der bundesdeutschen Bevölkerung an Hexen. 1975 schrieb Alice Schwarzer in „Der kleine Unterschied und seine großen Folgen“: Feministinnen sind „Mannweiber“, „Politfurien“ und „Brockenhexen“. „Ich habe sehr schnell versucht, die Markierung als ‚Hexe vom Dienst‘ zu unterlaufen. Aus politischen Gründen, aber auch aus privaten: Eine solche Häme verletzt trotz allem Wissen um die Motive der Geifernden.“
Emma Bonino, Feministin und Politikerin, ehemalige EU-Kommissarin, Angehörige der Radikalen Partei in Italien, das Informationszentrum für Sterilisation und Abtreibung. Deshalb wurde sie 1975 von Papst Paul VI. als Hexe bezeichnet.
In den 1970er Jahren demonstrierten italienische Frauen gegen das Abtreibungsverbot und liefen mit den Worten „Tremate, tremate, le streghe son tornate“ durch die Straße („Erzittert, erzittert, die Hexen sind zurückgekehrt“).
1977 und 1978 gab es in Freiburg und 1981 in Kassel in der Walpurgisnacht Demonstrationen von Frauen gegen Vergewaltigung.

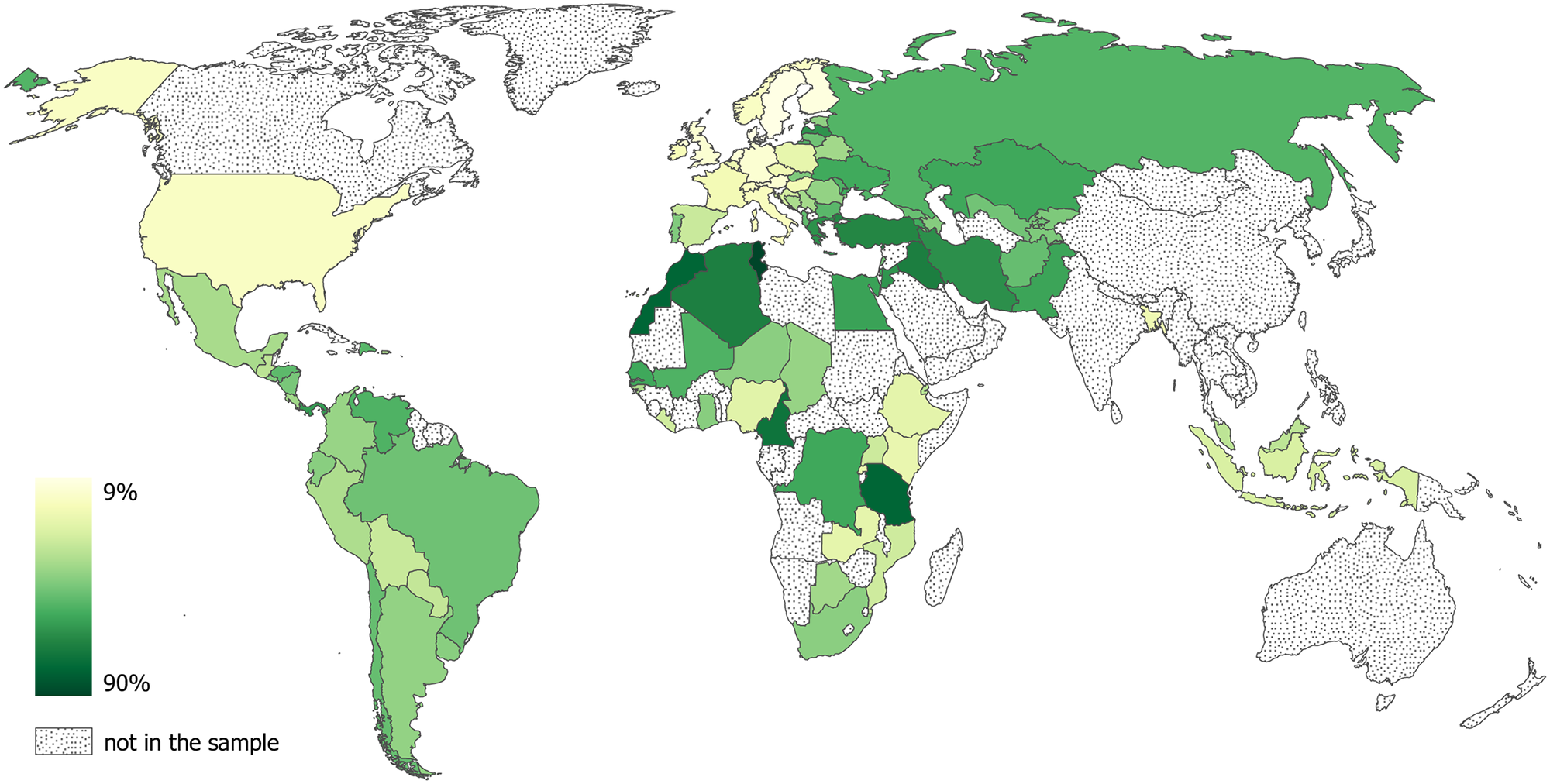
Hexenglaube weltweit, Bejahung der Frage:
Glauben Sie an den bösen Blick oder daran, dass bestimmte Menschen Flüche oder Zaubersprüche aussprechen können, die jemandem etwas Schlimmes zustoßen lassen?

### Moderner Hexenglaube und moderne Hexenverfolgung

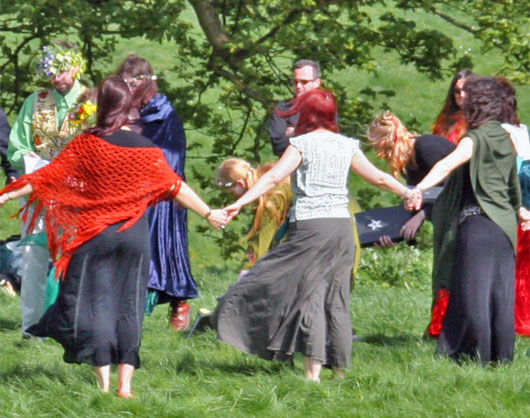
Wicca-Zeremonie in Avebury, 2005

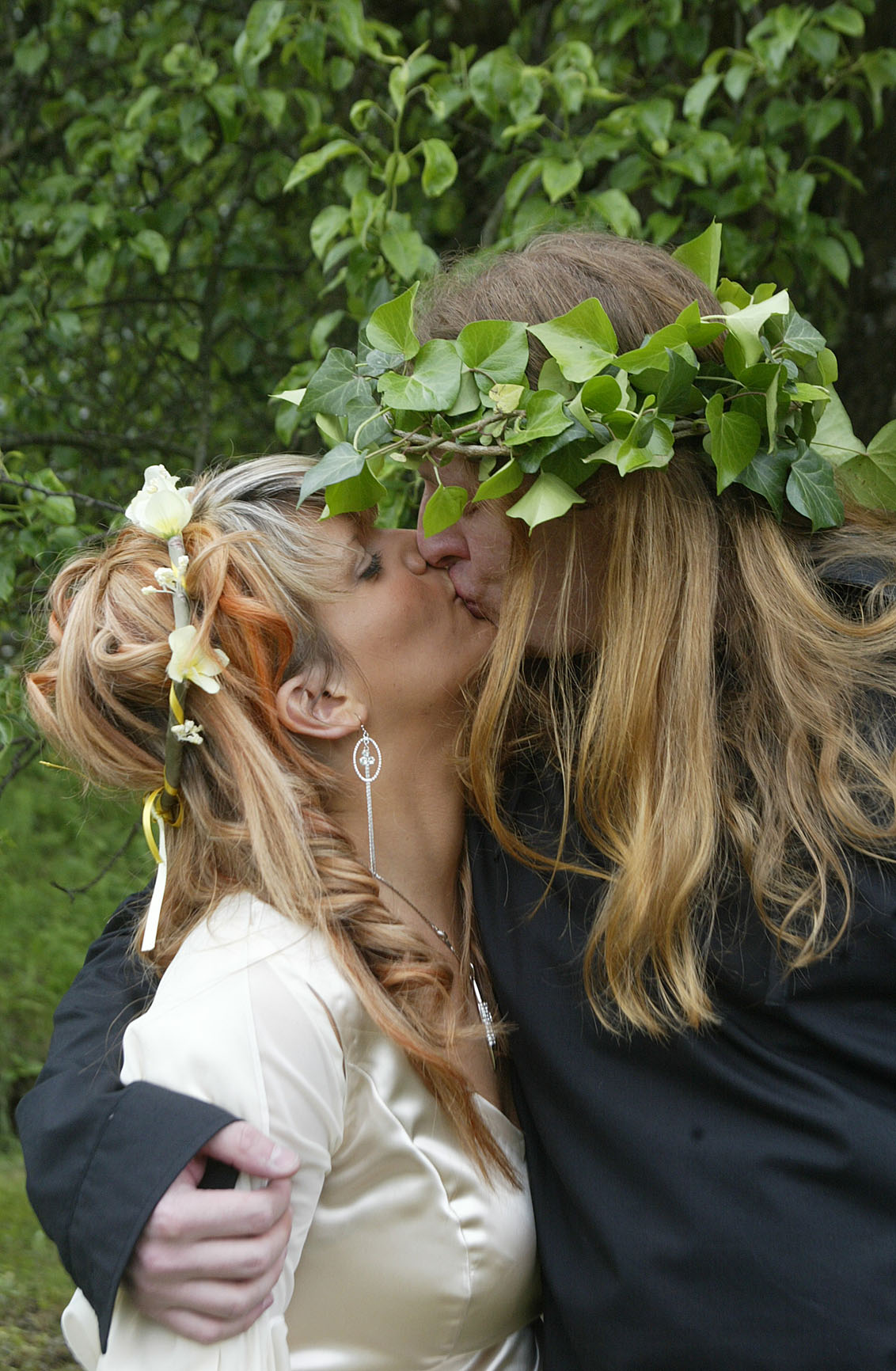
Handfasting

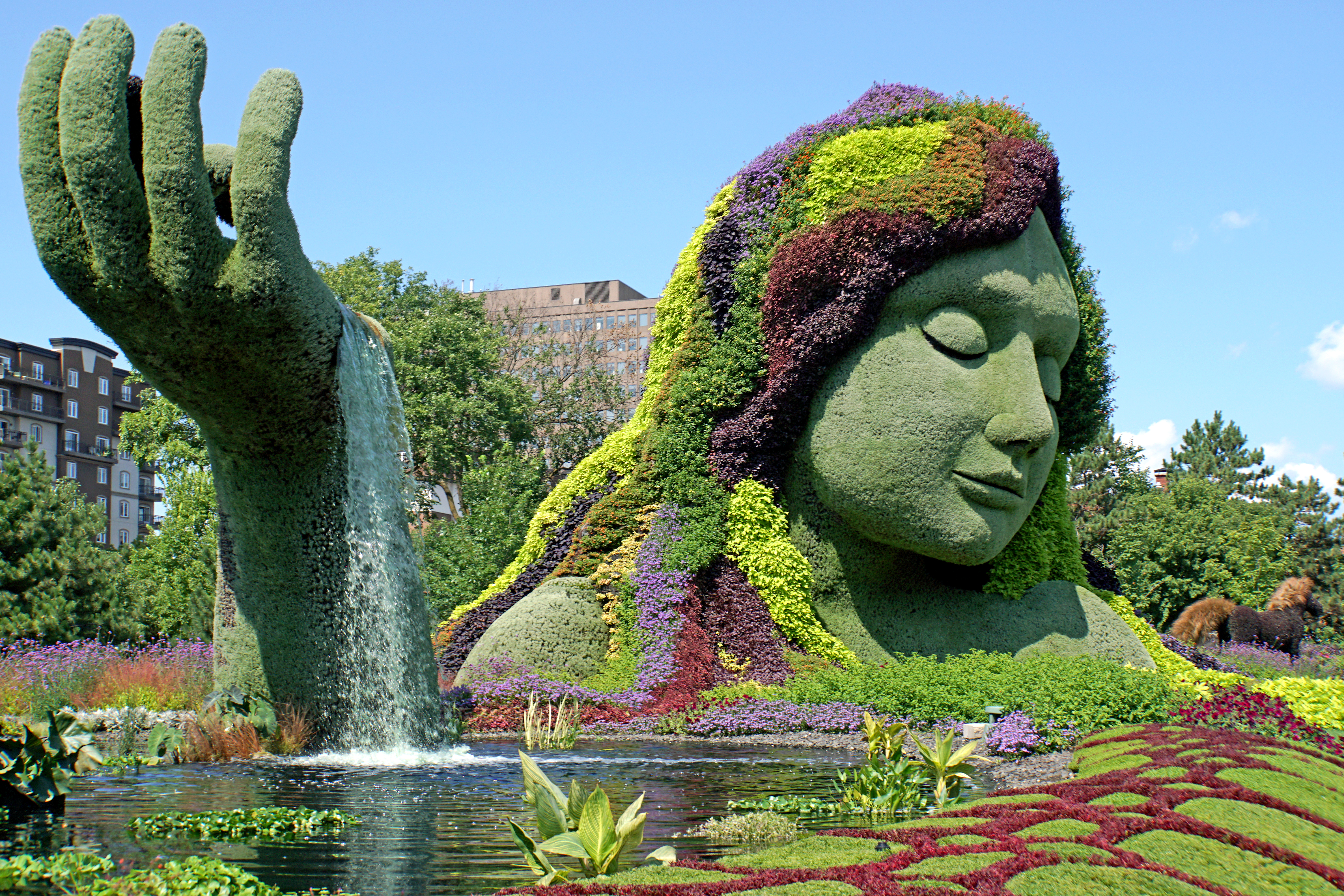
Mutter Erde verkörpert die Natur

Moderner Hexenglaube und die damit an vielen Orten einhergehende Hexenverfolgung beschreibt soziale Strömungen nach dem Abflauen der Hexenverfolgung in der Frühen Neuzeit in Europa und Amerika.
Der Glaube an Hexen und ihre Verfolgung als Personen, die vermeintlich Schadenzauber ausführen, sind in vielen Ländern und Kulturen, z. B. in Lateinamerika, Südostasien und vor allem in Afrika, auch zu Beginn des 21. Jahrhunderts weiterhin gegeben. Seit 1960 sind Historiker Wolfgang Behringer zufolge vermutlich mehr Menschen wegen Hexerei hingerichtet oder umgebracht worden als während der gesamten europäischen Verfolgungsperiode. Dort werden seit den 1990er-Jahren jährlich 100 bis 200 Fälle von Morden an vermeintlichen Hexen bzw. Zauberern berichtet. Der Hexenglaube hat nach einigen Untersuchungen teilweise erheblichen Einfluss auf die wirtschaftliche Situation eines Landes.

## Modernes Hexentum
Durch die Vorstellung, die Hexen seien eigentlich „weise Frauen“ gewesen, die von den Herrschenden verfolgt wurden, bietet der Hexentopos ein weites Spektrum der Identifikation für das Neuheidentum und die Esoterikszene. Der Begriff Hexe wird hierbei in positiver Weise neu verstanden. Als Hexe bezeichnen sich manche Frauen, die sich unter anderem mit Heilkräutern und alten europäischen Religionen beschäftigen. Auch Männer bezeichnen sich heute manchmal als „Hexe“. Im Modernen Hexentum gibt es verschiedenen Strömungen, die Traditionen genannt werden.

### Naturspiritualität
Die Natur wird in der Naturspiritualität als heilig oder sogar gottgleich angesehen, sie gilt als Ursprung allen Seins, als allumfängliche lebensspendende Kraft. 
Moderne „Hexen“ versuchen im Einklang mit der Natur zu leben und nutzen dazu verschiedene psychologische und meditative Techniken, die im Hexentum häufig als Magie bezeichnet werden.
Für die meisten Rituale innerhalb des Hexentums werden keine künstlichen Dinge, sondern nur der eigene Körper und Gegenstände genutzt, die man entweder in der Natur finden kann oder die aus Dingen gefertigt wurden, die man in der Natur findet. Fast alle Rituale, Andachten und Festtage werden im Freien verbracht. In vielen Traditionen wird vorher andere Kleidung angelegt, um einen genauen Übergang vom Alltag in die magische Arbeit zu symbolisieren. Geburt, Leben und Tod, der Kreislauf von Tag und Nacht und der Wandel der Jahreszeiten werden als Naturwunder wahrgenommen und gefeiert. In Ritualen zu den Jahreskreisfesten wird der Natur unter anderem für ihre Gaben gedankt.

### Strömungen im Modernen Hexentum
Wicca ist nicht nur ein spiritueller Pfad oder eine Lebensart, sondern auch eine Religion, die sich als neue Form einer heidnischen „Naturreligion“ der Hexen versteht. Die Traditionen des Wicca stammen vermutlich aus dem späten 19. und frühen 20. Jahrhundert aus der Region des New Forest. Der Begriff Wicca wurde von Gardner etabliert, welcher die Traditionen schriftlich fixierte, zusammenfasste und so den Grundstein für den Wandel von einem spirituellen Pfad in eine organisierte Religion legte.
Stregheria ist eine italienische Tradition des Hexentums, die erstmals 1899 schriftlich erwähnt wurde. Seinen Ursprung hat Stregheria vermutlich im 14. Jahrhundert. Es orientiert sich sehr stark an okkulten Vorstellung und ist dem Wicca sehr ähnlich, mit dem wesentlichen Unterschied, dass es keine Coven gibt und dass Göttin und Gott nicht nur als Sinnbilder, sondern als tatsächlich existent angesehen werden.
Die Celtic Witches berufen sich speziell auf Wurzeln in der keltischen Mythologie und Religion.

### Literatur

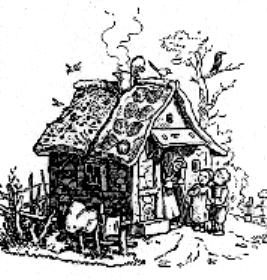
Hänsel und Gretel, Ludwig Richter

## Hexenfiguren in Literatur und Volkskunde
Die Kategorie:Fiktive Hexe enthält literarische Figuren zeitgenössischer Literatur und Film. Weitere künstlerische Werke mit den Thema Hexerei sind in der Kategorie:Hexerei in der Kultur zu finden.

### Folklore und Fasnachtshexen

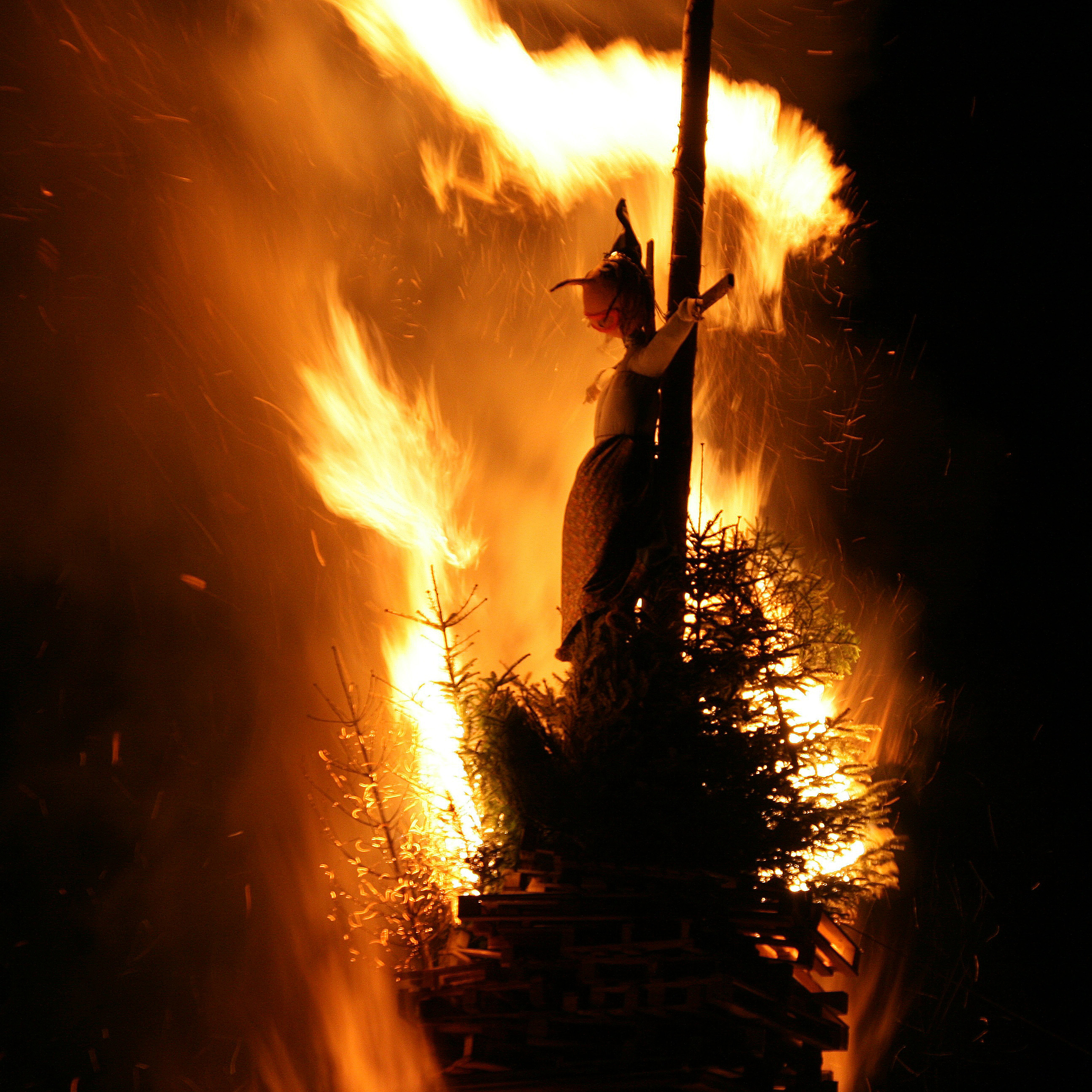
Strohhexenpuppe (Funkenhexe) an der Spitze eines Fastnachtsfeuers

Im Harz, wo für die Walpurgisnacht das Treffen der Hexen auf dem Blocksberg (Brocken) vermutet wurde, wird das folkloristische Hexen-Brauchtum weiter gepflegt.
Im Bereich der schwäbisch-alemannischen Fastnacht wie auch in der tirolischen Fastnacht treten Fastnachtshexen auf, die sich im 20. Jahrhundert vor allem im schwäbisch-alemannischen Raum inflationär vermehrt haben. Viele Hexenzünfte beziehen sich ausdrücklich auf die Hexenverfolgung der Frühen Neuzeit.

### Hexenfiguren in verschiedenen Kulturen
- Baba Jaga, Hexe in der (ost)slawischen Mythologie und im Märchen
- Vedmak, slawische Mythologie
- Jenny Greenteeth, Flusshexe aus der englischen Folklore
- Louhi, Hexe des Nordlands im finnischen Kalevala-Mythos
- Ragana, litauische und lettische Hexe
- Yamauba, japanische Berghexe
- Yuki Onna, japanische Schneehexe
- Grýla, isländische Hexenfigur